# Chopper (motorfiets)

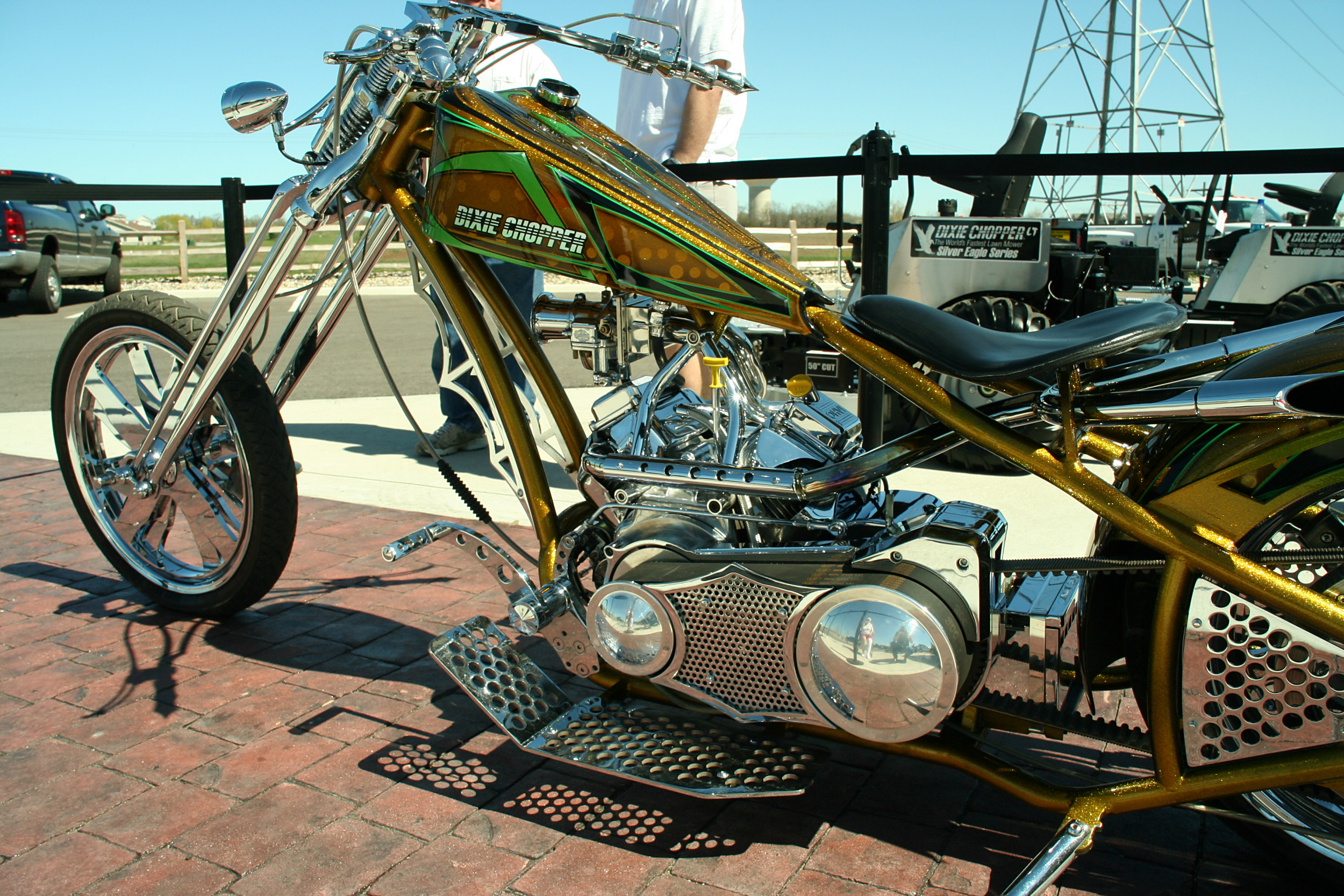
Orange county chopper

Een chopper was oorspronkelijk een motorfiets waarvan alle niet-vitale onderdelen afgesloopt (to chop = hakken) waren.
De geschiedenis van de chopper is na de Tweede Wereldoorlog begonnen door de piloot Irl Baldwin en enkele van zijn bemanningsleden die met hun Boeing B17 bommenwerper van het 303 Bomber Command "The Hell's Angels" laagvliegend bombardementen tot diep in nazi-Duitsland uitvoerden. Na jaren van oorlog, spanning en doodsverachting konden ze na de oorlog hun draai in de maatschappij niet vinden. Hierop ontstonden vele motorclubs zoals Satan's Slaves, Gypsy Jokers, Iron Horseman, Misfits en Nightriders. In 1948 werd op deze manier ook de thans bekende motorclub de Hells Angels opgericht, mogelijk genoemd naar het squadron waar ze in vlogen, al zou dit ook door de film Hells Angels uit 1930, met Jean Harlow kunnen zijn. Omdat het budget niet al te hoog was werd er als motor meestal gekozen voor oude, afgedankte en in de legerdump verkochte motoren van het Amerikaanse leger. Meestal waren dit motoren van het merk Harley-Davidson. Men sloopte er alles af dat niet voor het rijden nodig was. Hier komt de term chopper (to chop: hakken, afhakken, slopen) vandaan. De motoren werden in de loop van de tijd door de berijders naar eigen wens en smaak aangepast, maar waren meestal wel sober van uiterlijk. In de loop der jaren is het merk Harley Davidson synoniem geworden voor choppers en chopperbouw. Het was lange tijd het enige merk dat complete nieuwe motorblokken van verschillende types aanbood ten behoeve van de chopperbouw.

## Bobber

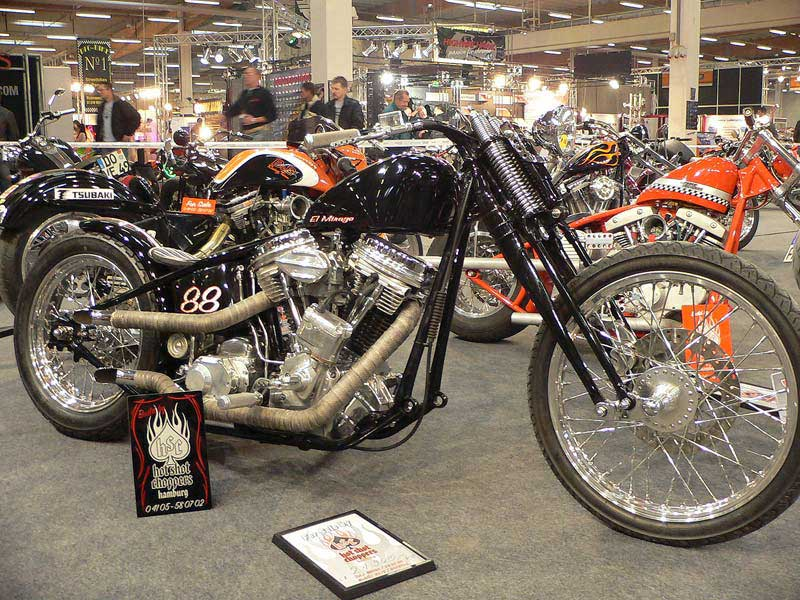
Een bobber van Harley-Davidson

Door de decennia heen zijn er verschillende stijlen van chopperbouw ontstaan. Een bekende stijl is de bobber. 
De bobber is een kale motor, van oorsprong ook weer een ex-US army Harley Davidson die voor de racerij werd gebruikt. In Amerika werd dit "dirttrack" of "oval-racing" genoemd en het is enigszins te vergelijken met het grasbaanracen in Europa. Echter, in die tijd bestonden de crossmotoren die speciaal voor dit doel worden gebouwd nog niet. De coureur bouwde doorgaans zijn eigen motorfiets, meestal op basis van de goedkoop en gemakkelijk verkrijgbare legermotor die robuuster en motorisch deugdelijker van bouw was dan de civiele versie. 
Later kwam er een stroming op gang die deze racemotoren weer aanpaste voor gebruik op de openbare weg, maar wel zodanig dat de racemotor er nog duidelijk in herkenbaar was. Dit betekende geen luxe en minimale verlichting. Voor wie oude foto's of films van deze races heeft gezien is de racerij ook nog duidelijk in de bobber stijl te herkennen. Ovale rij-nummerplaten op een bobber of een groot rugnummer op een leren jas misstaan dus ook niet.

## Easy Rider

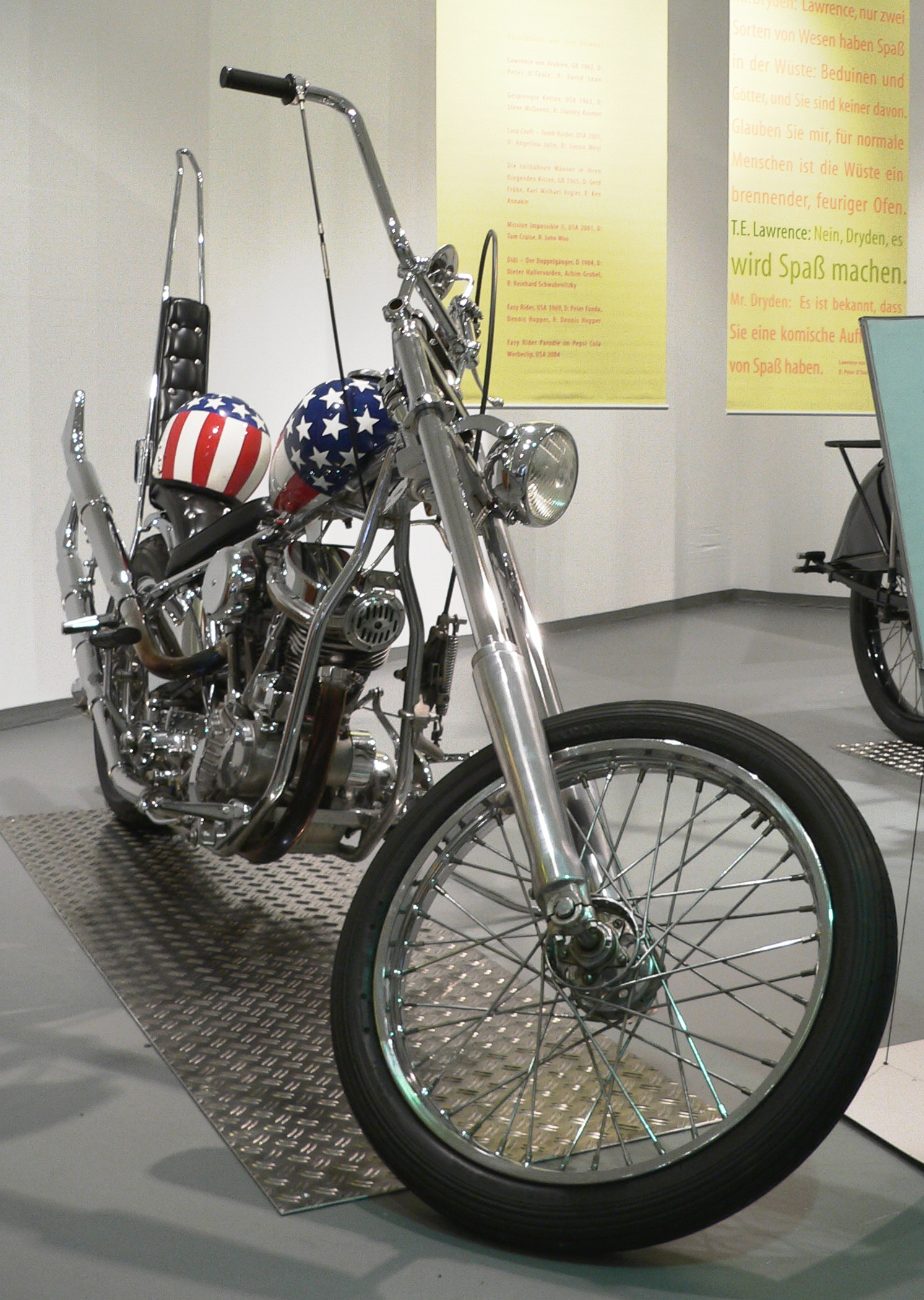
Easy Rider chopper

Een wildere, meer verfraaide en uitbundiger stijl van chopperbouw werd geïntroduceerd in het begin van de zestiger jaren, het begin van het hippietijdperk. Deze zogenaamde 'easy riders' werden beroemd en gewild door de gelijknamige speelfilm. De cultfilm "Easy Rider", met Peter Fonda, Dennis Hopper en Jack Nicholson alsmede deze stijl van chopperbouw zijn een ware cultus geworden.
Veel mensen verwarren de chopper met de standaard fabrieks-custom, die echter meer een cruiser is. Een chopper hoeft ook niet een Harley-Davidson als basis te hebben. Wel is een V-twin-motorblok zoals hieronder beschreven een klassieker geworden. Er bestaan ook stijlen die op de klassieke Engelse staande 1- en 2-cilinder motoren zijn gebouwd. Feitelijk kan elke motor als basis voor een chopper worden gebruikt mits de oorspronkelijke door de Hells Angels bedachte stijl wordt aangehouden om van een chopper te kunnen spreken: sober en kaal: wat niet nodig is, zit er niet op. 
Als een Harley-Davidson (die de bijnaam "Hog" draagt) op deze wijze wordt verbouwd wordt het een "Chopped Hog".